# Сидки, Наджати
Наджати Сидки (араб. نجاتي صدقي‎, англ. Najati Sidqi, 1905, Иерусалим — 1979, Афины) — палестинский писатель, литературный критик и революционер, один из первых арабов-членов Палестинской коммунистической партии, представлявший её в Коминтерне, участник гражданской войны в Испании. Оказал значительное влияние на левое движение в Палестине, Сирии и Ливане.

## Биография
Сидки родился в семье палестинцев среднего класса в Иерусалиме в мае 1905 года. Его отец Бакри Сидки был учителем турецкого происхождения и любителем искусства и классической музыки. Его мать, Назира Мурад, происходила из известной иерусалимской торговой семьи, также любила искусство. После образования в начальной школе аль-Сальхийя, а затем в школах аль-Мамунийя и аль-Рашидийя, он присоединился к своему отцу в 1914 году, когда последний работал в других частях Османской империи, и в годы своего становления он рос в Дамаске, Каире и Джидде в Хиджазе, где его отец присоединился к кампании принца Фейсала.
Вернувшись в Палестину, он стал сотрудником почтово-телеграфного департамента подмандатной Палестины. Там он встретил еврейских рабочих, которые познакомили его с коммунизмом. Он провел три года, с 1925 по 1928 год, в Коммунистическом университете трудящихся Востока, и во время своего пребывания там женился на украинской коммунистке. Он установил контакты с Иосифом Сталиным, Николаем Бухариным, Жоржем Марше и Халедом Бакдашем, встретился с Мао Цзэдуном и познакомился с турецким поэтом Назымом Хикметом и членами семьи Джавахарлала Неру. Он вернулся со своей женой в Палестину в 1928 году, где они начали организовывать деятельность против британских подмандатных властей.
Находясь в Хайфе, где он руководил местным отделением партии, Сидки поддерживал регулярные контакты с шейхом Изз ад-Дином аль-Кассамом. Коминтерн дал указание Коммунистической партии Палестины провести арабизацию еще в 1924 году, но без особого успеха. Одной из задач, которую партия возложила на Сидки, было проведение этой арабизации. В 1930 году Сидки был арестован полицией в Яффе и приговорен к 2 годам тюремного заключения, которые он отбывал в Иерусалиме, Яффе и Акке. К концу 1932 года, после его освобождения из тюрьмы, партия приказала ему связаться с Авни Абд аль-Хади, чтобы начать координировать свои действия с партией независимости. Поскольку наблюдение со стороны подмандатной администрации усилилось, Коммунистическая партия тайно вывезла его за границу в июне 1933 года в Париж, где он занял пост редактора арабоязычного журнала Коминтерна «Арабский Восток». Впоследствии французские власти арестовали его и депортировали обратно в Палестину.
В 1935 году его отправили в Ташкент. Находясь в Узбекистане, он установил тесные отношения с узбекскими коммунистическими лидерами Акмалем Икрамовым и Файзуллой Ходжаевым. Оба были сторонниками аграрной политики Николая Бухарина, которая противоречила линии, установленной Сталиным. Они также познакомили его с идеями левой оппозиции сталинизму, связанной с Григорием Зиновьевым. Вскоре после этого двое его узбекских друзей были убиты, став жертвами сталинских чисток.
Сидки был одним из по крайней мере четырех палестинских арабов, трое других — Махмуд аль-Атраш, Али Абдс аль-Халик и Фауси аль-Набулси, которые, как известно, сражались на стороне республиканцев в гражданской войне в Испании. Такое участие резко критиковалось основными палестинскими газетами. Отражая общую тенденцию палестинского национального движения, такие газеты, как Falastin, были против коммунизма и поддерживали испанских фашистов, отчасти из желания противодействовать как Великобритании, так и Франции, колониальным державам региона. Находясь в Испании, куда он прибыл в августе 1936 года, Сидки по поручению Коминтерна предпринял поездку под марокканским псевдонимом Мустафа ибн Джала и проводил пропаганду, направленную на то, чтобы отговорить марокканцев от участия в боевых действиях на стороне фашистов. Он утверждал, что фашистская идеология противоречит исламу.
Под псевдонимом «Мустафа Ибн Джала» он писал для коммунистической газеты Mundo Obrero, призывая марокканцев дезертировать из фашистской армии. Однако большая часть его деятельности заключалась в радиопередачах, написании памфлетов на арабском языке и речах для марокканских солдат в окопах с помощью мегафона. Его предложение о том, чтобы в Марокко началась антиколониальная революция, чтобы лишить фашистов пушечного мяса, встретило решительное сопротивление Долорес Ибаррури. Разочарованный малым количеством убежденных им марокканцев, и ощущая враждебность партии по отношению к ним, он покинул Испанию в декабре 1936 года.
Затем Сидки переехал в Алжир, где он безуспешно пытался создать подпольную радиостанцию для трансляции призывов к жителям гор Эр-Риф дезертировать. Сопротивление Ибаррури его работе привело к тому, что ему запретили возвращаться в республиканскую Испанию. После этого партия заставила его вернуться в Ливан, где он возобновил свою журналистскую деятельность.
В 1940 году, вскоре после начала Второй мировой войны, он опубликовал книгу, в которой утверждал несовместимость нацизма и исламской традиции. Работа под названием «Исламские традиции и нацистские принципы: совместимы ли они?» была одновременно опубликована в Бейруте и Каире. Вместе с напряженными личными отношениями с лидером Сирийской коммунистической партии Халидом Бакдашем, публикация привела к его исключению из Коммунистической партии, которая считала зависимость работы от многих исламских текстов противоречащей светским принципам марксизма. В послевоенный период он успешно строил карьеру литературного критика как в Ливане, так и на Кипре. У него был сын, а одна из его дочерей стала известным врачом в Советском Союзе. В его честь в Рамалле была проведена литературная премия — конкурс имени Наджати Сидки. Сидки умер в изгнании в Афинах в 1979 году.

## Литературная деятельность
Его книга «Араб, воевавший в Испании» была опубликована под именем Халеда Бакдаша, его курдского противника внутри Коммунистической партии, что только усилило его враждебность как к Бакдашу, так и к партии.
Его переводы включали произведения от крупных американских и китайских романистов до русских классиков: он познакомил арабский мир с Александром Пушкиным, Антоном Чеховым и Максимом Горьким. Он опубликовал два сборника рассказов, многие из которых описывали жизнь и внутренние чувства низших классов. Первый, «Печальные сестры» (al-Akhwat al-Hazinat, Каир, 1953), рассматривает проблемы, с которыми столкнулись палестинцы, приспосабливаясь от традиционной, романтически запоминающейся арабской Яффы к растущему мегаполису Тель-Авиву, и странные привычки иностранцев, нового еврейского общества. Вторая книга, «Коммунист-миллионер» (Бейрут, 1963), состояла из множества сатирических зарисовок об арабских коммунистах, с которыми он был знаком. Его мемуары (Mudhakkirat Najati Sidqi: мемуары Наджати Сидки) под редакцией Ханны Абу Ханны были опубликованы в Бейруте в 2001 году.
Сидки, в дополнение к арабскому языку, хорошо владел как письменным, так и устным английским, французским и русским языками, а также владел турецким и испанским языками. Иногда он писал под псевдонимом «Мустафа Сааду» или «Сааду», а также «Мустафа аль-Умари».